# 青柳秀侑
青柳秀侑（あおやぎ ひですけ、1960年12月29日 -2021年6月30日）は、フリーアナウンサー・映画評論家。文化放送元アナウンサー。

## 人物
1960年、福島県に生まれる。3歳より神奈川県川崎市で育ち、神奈川県立川崎高等学校を卒業。茨城大学在学中、本格的な映画製作に取り組む。
卒業後の1983年、文化放送に入社し、ニュースや文化・芸能番組などを担当。1990年に独立。ラジオを中心に映画の最新情報やコラムを展開し、レポーターとしても活躍した。NHKラジオ第1「ラジオ深夜便」では、月1回の映画紹介コーナー「待ち合わせは映画館で」を、1996年から22年間担当した。
神奈川県内の高校放送部コーチ、神奈川県立大師高校社会人講師などとして、20年以上高校での指導に当たった。

## 出演イベント
2019年8月6日 : 「ひろしま忌」 - 原爆の図 丸木美術館（埼玉県東松山市）で開催。水谷涼香（指導していた神奈川県立神奈川総合高等学校の卒業生）らとともに朗読劇に出演。

## 出演番組
- NHKラジオ第1放送「ラジオ深夜便」第1日曜深夜「ないとガイド・待ち合わせは映画館で」パーソナリティー
- 文化放送「伊東四朗のあっぱれ土曜ワイド」（-1990年3月）リポーター
- TBSラジオ「今日も! 一慶まっぴるま」コメンテーター
- 文化放送「号外サタデー」

## 著書・対談
- NHKこころをよむ『シネマレッスン 主人公が教えてくれること』NHK出版, 2020.
- 『明日の友』218号「ラジオは繋ぐ : 放送開始90周年」婦人之友社, 2015. - ラジオ深夜便アナウンサー・宇田川清江との対談記事